# Romanzenstrophe
Als Romanzenstrophe wird in der Verslehre eine vierzeilige Strophenform aus trochäischen Vierhebern bezeichnet. Die Verse sind kreuzgereimt [abab], seltener ist der unterbrochene Reim [xaxa], mit abwechselnd weiblichem und männlichem Versschluss. Das metrische Schema ist also:
—◡—◡—◡—◡

—◡—◡—◡—

—◡—◡—◡—◡

—◡—◡—◡—